# Мехтулинский Али-Солтан II
 Али-Солта́н II Мехтули́нский  (?—1870) — мехтулинский хан, полковник русской армии, участник Кавказской войны (1834—1859).

## Биография
По национальности кумык. Родился в кумыкском селении Нижний Дженгутай. В 1823 году по распоряжению генерала А. П. Ермолова был отправлен в Россию, воспитывался в Пажеском корпусе, затем переведён в Собственный конвой Его Императорского Величества, как свидетельствуют архивные документы Али-Солтан находился в России с 1823 по 1834 годы, где получил военное образование и 15 мая 1835 года произведён в корнеты. В 1838 году произведён в поручики, вернулся в Дагестан, где в 1840 году произведён в штабс-капитаны, в 1842 году — в майоры, в 1845 году — в подполковники. После пленения имама Шамиля, 15 ноября 1859 года произведён в полковники. Продолжал службу в кавалерийском полку до 1867 года.
Является родоначальником нескольких фамилий в Кака-Шуре, в Карабудахкенте, в Кяхулае.

## Награды
ордена для мусульман установленные
- орден Святой Анны 3-й степени с бантом (1829)
- орден Святого Владимира 4-й степени с бантом (1844)
- орден Святого Станислава 2-й степени (1845)
- орден Святой Анны 2-й степени (1847)
- императорская корона и мечи к ордену Св. Станислава 2-й ст. (1861)
- императорская корона и мечи над орденом Св. Анны 2-й ст. (1864)